# كينغ (أونتاريو)
كينغ، أونتاريو (بالإنجليزية: King)‏ هي مدينة كندية تقع في مقاطعة أونتاريو. تبلغ مساحة هذه المدينة 333.0384 (كم²)، ويبلغ عدد سكانها 19487 نسمة حسب إحصاء سنة 2006 م، بينما كان يسكنها 18533 نسمة في سنة 2001 م. تحتل هذه المدينة المرتبة رقم 194 بين مدن كندا حسب عدد السكان والمرتبة رقم 78 في المقاطعة. نما عدد السكان في هذه المدينة بنسبة (5.1) بين العامين المذكورين.

## أعلام
- سنكلير ستيفنز
- جون الكسندر ماكدونالد أرمسترونغ
- جورج ستيوارت هنري
- جون جوزيف كيهو

## وصلات خارجية
- الأطلس الحكومي لكندا
- إحصاءات كندا مع ساعة تعداد السكان